# Kerner (vitigno)
Il Kerner è un vitigno semi-aromatico a bacca bianca. Viene coltivato in Germania, Austria, Svizzera e, in Italia, in Trentino-Alto Adige, dove questo vitigno può essere indicato nella Denominazione di origine controllata (DOC) Alto Adige dal 1993.

## Storia
Il vitigno è stato creato nel 1929 in Germania da August Herold incrociando Schiava grossa (una varietà rossa conosciuta anche come Trollinger) e Riesling.
Il nome Kerner deriva da Justinus Kerner, medico e poeta tedesco (ha scritto poesie sul vino) a onore del quale fu dedicato questo vitigno.

## Ampelografia

### Vigoria
Il Kerner ha una buona vigoria e generalmente viene coltivato su un portainnesto di media vigoria come l'SO4.

### Foglia
La foglia è di dimensioni medio o medio-piccole, pentalobata, di colore verde scuro e con bordo dentato.

### Grappolo
Il grappolo è di dimensioni medio-piccole, corto e con ali, abbastanza compatto.

### Acino
Sferico, di buccia tenera e sottile, di colore verde-giallo. 
Il Kerner germoglia tardi e quindi i getti maturano bene e mostrano una notevole resistenza agli inverni freddi, al punto che resiste fino a temperature di -10 °C. Rispetto al Riesling, il Kerner può essere coltivato in condizioni meno favorevoli e con rese maggiori. La maturazione è ai primi di ottobre.
Questo vitigno cresce su tutti i tipi di suolo. In genere, viene coltivato sui pendii: se sufficientemente soleggiati la coltivazione può essere fatta fino ad altitudini di 800-900 metri.
Questo ibrido non è particolarmente sensibile alla peronospora, all'oidio e alla botrite, se non in caso di cattive condizioni atmosferiche. Non ci sono invece problemi con i parassiti, perché in queste condizioni di freddo non possono svilupparsi.

## Vino

### Colore
Trasparente giallo paglierino, talvolta con riflessi dorati.

### Profumi
Profumo intenso, spesso con un tono di moscato; aromi freschi offrono un gustoso mix di frutta mista bianca, con note di mela, pompelmo e un soffio tropicale di mango.

### Gusto
Simile al Riesling, fresco e fruttato, di minor acidità ma con più corpo.

## Sinonimi
Kerner è conosciuto con i seguenti sinonimi: Triumpf Herold, Herold Weiss, Schiava Grossa x Riesling Renano WE 25/30, Trollinger x Riesling Renano WE S 25/30, WE S 2530, Weinsberg S 25-30, Weißer Herold.